# Ederswiler
Ederswiler je obec ve švýcarském kantonu Jura. Žije zde 122 obyvatel.

## Geografie

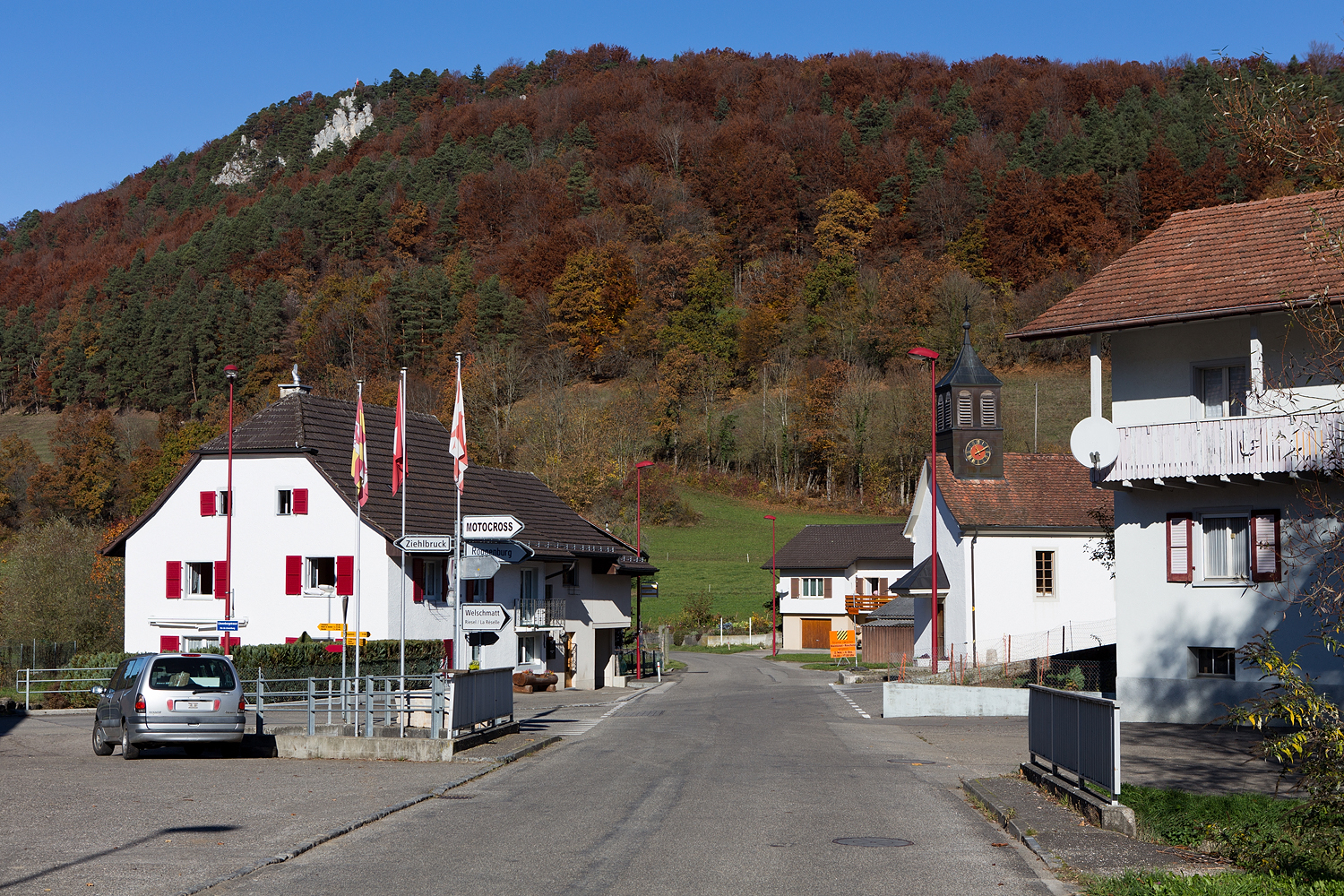
Centrum obce

Ederswiler leží v nadmořské výšce 553 m, vzdušnou čarou 7 km severně od hlavního města kantonu, Delémontu. Zemědělská obec leží v severním Jurovi nedaleko hranic s Francií, v údolní kotlině na říčce Bösenbach.
Území obce o rozloze 3,3 km² pokrývá údolí řeky Bösenbach, která se severním směrem vlévá do řeky Lützel (francouzsky Lucelle). Na jihu a jihovýchodě se území obce rozprostírá na pahorkatinách Berg (858 m n. m.) a Hasenschell (870 m n. m.), západní hranici tvoří skalnatý výběžek Lobberg (771 m n. m.) a na severu se přímo nad obcí tyčí jurské vápencové skály Hallen (693 m n. m.). V roce 1997 tvořila 4 % rozlohy obce zastavěná plocha, lesy a lesní plochy 42 % a zemědělské plochy 54 %.
K obci Ederswiler patří několik samostatných zemědělských usedlostí. Sousedními obcemi Ederswileru jsou Pleigne a Movelier v kantonu Jura a Roggenburg v kantonu Basilej-venkov.

## Historie
Ederswiler je poprvé zmiňován v roce 1323 jako Ernswilre. Vesnice patřila k farnosti Roggenburg, která byla pod jurisdikcí basilejského biskupa. V letech 1389 až 1454 biskup farnost daroval v léno hrabatům z Thiersteinu. V letech 1793–1815 patřil Ederswiler k Francii a zpočátku byl součástí départementu du Mont-Terrible, od roku 1800 byl připojen k départementu Haut-Rhin. Na základě rozhodnutí Vídeňského kongresu se obec v roce 1815 stala součástí Švýcarska a kantonu Bern.
Při jurském plebiscitu v roce 1974 se Ederswiler rozhodl proti vytvoření kantonu Jura. Obec však neměla společnou hranici s bývalým okresem Laufen, což znamenalo, že si v plebiscitu o Juru nemohla určit vlastní kantonální příslušnost. Potřebná hraniční situace nastala až poté, co se sousední obec Roggenburg stala součástí okresu Laufen. K 1. lednu 1979 byl tedy přechod z kantonu Bern do nově vzniklého kantonu Jura nevyhnutelný. V rámci jurské otázky se dlouho diskutovalo o výměně území: Ederswiler se měl vrátit do kantonu Bern, zatímco obec Vellerat, které bylo připojení ke kantonu Jura ze stejných důvodů odepřeno, se měla stát součástí kantonu Jura (obě obce Châtillon a Courrendlin byly v té době ještě v okrese Moutier). Když se však obyvatelé Laufentalu v roce 1989 vyslovili pro připojení ke kantonu Basilej-venkov, Ederswiler již neměl společné hranice s bernskými obcemi a zůstal ve francouzsky mluvícím kantonu, přestože byl německy mluvící.

## Obyvatelstvo
| Rok            | 1850 | 1880 | 1900 | 1910 | 1930 | 1950 | 1960 | 1970 | 1980 | 1990 | 2000 |
| Počet obyvatel | 219  | 143  | 124  | 113  | 124  | 151  | 166  | 163  | 133  | 130  | 129  |

Kaple

Jde o jedinou obec kantonu Jura, ve které je úředním jazykem němčina. Z celkového počtu obyvatel je 84,5 % německy mluvících, 10,1 % francouzsky mluvících a 2,3 % španělsky mluvících (stav v roce 2000). V roce 1850 měl Ederswiler celkem 219 obyvatel a v roce 1900 124 obyvatel. V průběhu 20. století se počet obyvatel pohyboval mezi 110 a 170 obyvateli. Ederswiler nemá vlastní školu, žáci navštěvují výuku ve francouzském jazyce ve školách v Movelier a Soyhières.

## Hospodářství
Ederswiler je dosud silně charakterizován zemědělstvím; více než 50 % pracovní síly je zaměstnáno v primárním sektoru. Zbytek pracovní síly pracuje převážně mimo obec. V obci se každoročně koná mezinárodní motokrosový závod.

## Doprava
Ederswiler leží stranou od hlavních dopravních os; kantonální silnice procházející obcí spojuje Delémont s francouzským městem Ferrette v Alsasku. Obec je napojena na síť veřejné dopravy prostřednictvím postbusových linek Delémont–Roggenburg a Laufen–Roggenburg. Ederswiler je tak jedinou obcí v Jurovi, která je zapojena do tarifní sítě severozápadního Švýcarska.